# Avenue Léon-Bollée
Pour les articles homonymes, voir Léon Bollée et Bollée.
L’avenue Léon-Bollée est une voie du 13e arrondissement de Paris, en France.

## Situation et accès

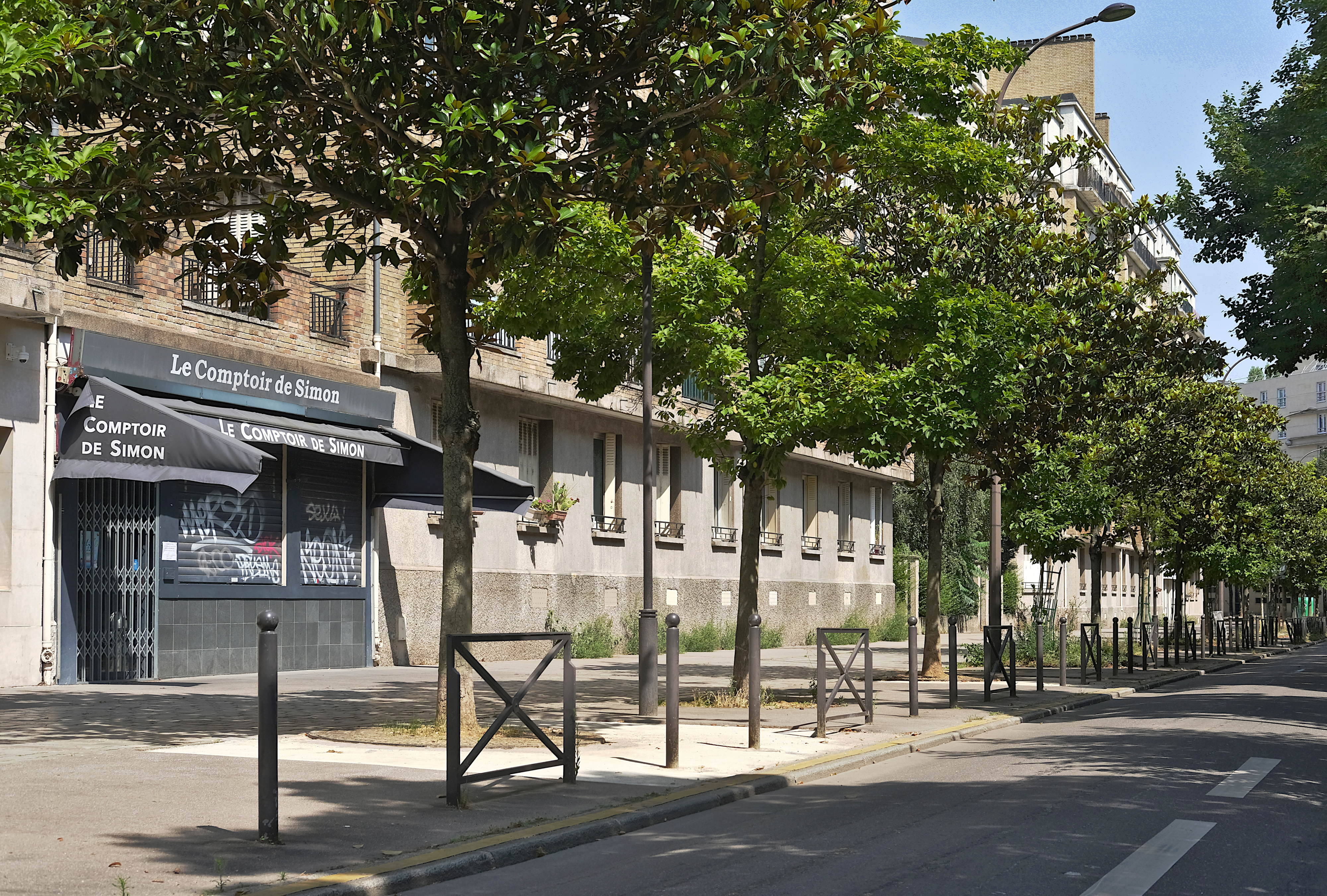
Avenue vue depuis l'avenue de la Porte-d’Italie.

L’avenue Léon-Bollée est une voie publique située dans le 13e arrondissement de Paris. Elle débute place de Port-au-Prince et se termine  avenue de la Porte-d’Italie.

## Origine du nom
Elle porte le nom de Léon Bollée (1870-1913), inventeur et constructeur automobile français.

## Historique
Cette voie a été amorcée et prend sa dénomination actuelle en 1932 par la Ville de Paris sur l'emplacement du bastion no 88 de l'enceinte de Thiers.

## Bâtiments remarquables et lieux de mémoire
- Au no 29 : École Yabné.